# Xian de Yunmeng
Le xian de Yunmeng (云梦县 ; pinyin : Yúnmèng Xiàn) est un district administratif de la province du Hubei en Chine. Il est placé sous la juridiction de la ville-préfecture de Xiaogan.

## Démographie
La population du district était de 576 586 habitants en 1999.